# Максимиха (Опочецкий район)
Максимиха — деревня в Опочецком районе Псковской области России. Входит в состав Варыгинской волости.
Расположена в 16 км к северу от города Опочка, между долиной реки Исса и озером Мегрово.
Численность населения по оценке на конец 2000 года составляла 20 жителей, на 2012 год — 19 жителей.